# Geranomyia plumbeipleura
Geranomyia plumbeipleura är en tvåvingeart som beskrevs av Alexander 1916. Geranomyia plumbeipleura ingår i släktet Geranomyia och familjen småharkrankar. Inga underarter finns listade i Catalogue of Life.